# 李兆基

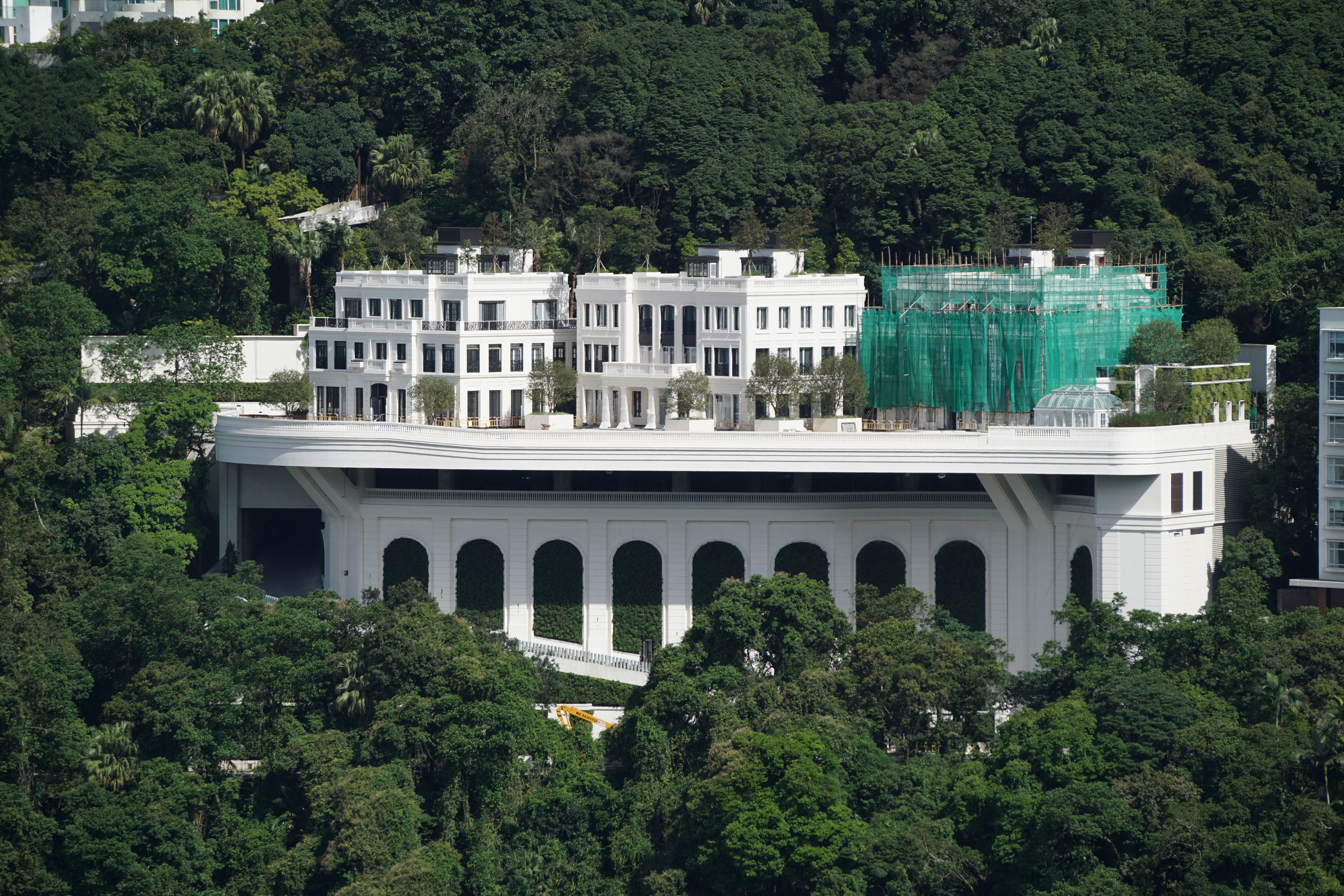
李兆基及其家人位於山頂白加道35號的獨立大屋，也是全港最高租值的住宅

李兆基，大紫荊勳賢（1928年2月20日—2025年3月17日），人稱「四叔」，香港企業家，慈善家，愛國商人，地產大亨，曾為香港第二大富豪，亦曾為香港首富、亞洲首富，在1995年至1997年是世界第四大富豪。15歲獨立經商，20歲到香港發展，48歲創立恒地，53歲公司上市，67-69歲排名世界富豪第四，在2019年91歲退休時於福布斯全球富豪榜中名列第29位。
李兆基籍貫廣東順德大良鎮，出生時家境就相當富裕，家族在故鄉經營黃金、匯兌和外幣買賣，他從6歲開始（即1934年）被父親安排到身旁，學習經營家族生意。20歲時（即1948年）帶着父親給他的1,000港元本錢（按2020年通漲率折合約15萬港元）隻身來到香港創業。在30歲時（即1958年），李兆基與郭得勝和馮景禧，連同胡兆熾、黃少軒、戚宗煌、呂賢藻和郭錦濤合資創辦「永業企業公司」，經營房地產生意。在1963年，李、郭和馮三人另行創立新鴻基地產有限公司。1972年，李、郭和馮三人成功將新鴻基地產上市，三劍俠決定分家。1973年，李兆基自立門戶，創立恒基兆業地產有限公司。1981年，恒地正式上市。1996年，李兆基的財富累積至127億美元，成為全球第四富有的人。李兆基一直擔任恆基兆業及中華煤氣的董事局主席，並且為新鴻基地產董事局副主席，直至退休。
2007年7月1日，李兆基獲頒大紫荊勳章。2015年，李兆基身家有1,950億港元，據《福布斯香港富豪榜》第二位。。
2018年，李兆基身家有2,566億港元，據《福布斯香港富豪榜》第二位。2019年3月，李兆基在福布斯全世界億萬富翁排行榜中名列第26位，資產達到281億美元。

## 生平
1928年2月20日，李兆基生於顺德区大良镇的一個金舖世家，是父親李介甫與夫人陳鸞鳳的第四個孩子，因而有「四叔」的暱稱。排行第一和第二的孩子在出生不久之後就夭折了，排行第三的孩子李兆麟就成了李家的長子。李兆基出生時家境就相當富裕，其父李介甫在1920年代中於故鄉先後開設天寶榮金鋪和永生銀號，經營黃金、匯兌和外幣買賣。
李兆基出生時，父親李介甫先生已擁有天寶榮金鋪和永生銀號兩間門店，經營著黃金、匯兌、外幣買賣生意。出生數年後，李兆基就被送進私塾接受教育，因此對念古書產生濃厚興趣。10歲時，父親禮聘廣州中山大學文學系教授梁惠民做了李兆基的新老師。梁惠民認為李兆基勤於思考，於是常結合課程提出一些問題，啟迪他的思維。
李兆基於小時候開始學做金舖生意，12歲（即1940年）學滿師成為掌櫃。擅長心算。當年在金鋪行業，有俗語謂「打金偷金、打銀偷銀」（意為鑄金匠監守自盜）。李兆基進入店鋪後，發現自己家的金鋪也存在這個問題。他想把這個消息告訴父親，讓父親採取措施，但鑄金匠為金鋪主要的人才，不能得罪，因此而擔心鑄金匠離開後影響金鋪的生意。於是他決定自己學習鑄金技術。
在中國抗日戰爭期間，中華民國中央銀行的大洋紙買賣依然活躍，因為人們都認為它到光復之日仍能使用。也是這個原因，人們都只喜歡保留完整、平直和光潔的紙幣，因為這樣到光復之日才不至壞損。因此，殘幣、臟幣在交易時的價值就下跌三到四成。因為家中同時兼營紙幣買賣，所以，這個問題也引起李兆基的注意。之後，他從洗衣中得到靈感，發明出一個舊幣換新顏的辦法：將舊紙幣泡在水里，用漂白粉洗去污漬，再塗上一層蛋白，使它變得硬朗，然後風乾熨平。他以六至七折收來，悄悄清潔整理一翻後，卻以較貴價錢兌換了出去，賺到不低的利潤。
父親李介甫在廣州灣亦有經營，需要來往照應。他認為兒子天賦不錯，於是將順德的兩間店鋪交給李兆基經營。當時年約15歲的李兆基也將店鋪經營妥善。日本投降後，貨幣極度貶值，眼見市道日下，父親李介甫希望他另謀他路，於是他給予李兆基1,000元本錢，讓他來港創業。
李兆基在20歲時（即1948年），已經做了8年掌櫃，憑著懂分辨黃金成色的本領，成功取得第一批資金。及後把握1949年中共建政的機會，當時的香港中環文咸東街，有二三十間金鋪銀店，專營黃金買賣、外幣找換、匯兌等生意，業務性質跟李介甫在順德的永生銀號沒有分別。
在30歲時（即1958年），他認為樓盤地產十分有投資價值。購地起樓，需要更多的資金。於是李兆基於同年，與在中環夏蕙餐廳「收風」時認識的郭得勝和馮景禧，連同胡兆熾、黃少軒、戚宗煌、呂賢藻和郭錦濤合資組成「永業企業公司」；於1963年，與郭得勝及馮景禧另組新鴻基地產有限公司，及後人稱「三劍俠」。
外界對李兆基普遍印象是「數口精」，但除此以外，其商業家世背景及交際手腕才是成功關鍵。專研華人家族史的中大學者鄭宏泰指，李兆基的打拼過程中，不似李嘉誠1950年代起已獨當一面，但其商業家族背景令他懂得善用其人脈，尤其是跟當時商界已甚有地位的郭得勝、馮景禧合作，評論認為「李兆基好似三劍俠中的『細細佬』，當年好多公開場合，佢都係企喺郭得勝、馮景禧後面，可以想像好大重大決定都唔到佢話事，但能被年長十多歲的二人賞識，相信才華不亞於另外兩人。」
三人合作經營14年之後，1972年將新鴻基地產有限公司（簡稱新地）上市，三人決定分家。1973年，李兆基自立門戶，創立恒基兆業地產有限公司（簡稱恒地）。1981年，恒地正式上市，李兆基單箭頭的成就，更勝從前，原因是懂得以低成本收購地皮，包括利用每持有5呎農地可換取2呎可發展住宅地皮的Letter B換地模式，以及收舊樓、收農地。當年李兆基為涉獵地皮，使用十分多的手段，包括於美加中文報章刊登廣告，吸引海外老華僑出售香港樓宇，而收舊樓方面，一個半個單位亦不會放過。近十多年，則透過田生集團等等公司收購樓宇，近年於大角咀、大坑等地區密密收購。更大規模的，是將農地轉換土地用途，就如南生圍地皮。
李兆基指他之所以主攻較小面積的單位，是希望更多香港人買得起自己的單位，擁有「家的感覺」。包括600呎、4房的南昌一號，「不能坐的馬桶」何文田加多利軒，以及相信是全港最細111呎分層單位、1984年落成的牛頭角得寶花園及1985年落成的北角嘉運大廈，均來自其公司手筆。
李兆基大半生專注做地產，其他業務乏善足陳，只有收購中華煤氣（003）成為其得意之作。90年代香港地產狂潮，李兆基1996年成功獲得大量利益，以127億美元成為香港首富，全球富豪排名第四。1997年香港主權移交初期，香港遇上亞洲金融風暴而樓市大跌，李兆基的地產市值見頂。
1988年，澳門東亞大學頒贈工商管理學博士學位給李兆基，對他在香港商界的卓越成就致以敬意。此後，李兆基還分別於1993年獲得香港中文大學榮譽社會科學博士學位，於1997年獲得香港理工大學榮譽工商管理博士學位，於1998年獲得香港大學名譽法學博士學位。在內地，先後被授予順德市“榮譽市民”，佛山市“榮譽市民”，廣州市“榮譽市民”等榮譽，以讚揚他在企業界的成就及對當地經濟社會發展的貢獻。
1993年4月，李兆基被邀出任港事顧問，並成為廣州市“榮譽市民”。
2007年，李兆基轉攻股市，旗下兆基財經高峯期擁有2,000億資產。李氏在投資中資股票在賬面上均獲厚利，令其財富急升，有「香港巴菲特」或「亞洲股神」的稱號，但他其後在金融海嘯期間多次看錯後市，曾經承認自己只是「冒牌股神」。其「亞洲股神」夢，換來「水瓜打狗，唔見咁截」，2009年兆基財經縮水六成。
近年屢次發表「買地產股好過買樓」論，遲遲未見回報，智易東方證券行政總裁藺常念認為，買入地產股並非明智決定，97年到現在，沒有一隻能重返高峯，他指：「而煤氣就真係佢的金蛋，每五年升一倍，買到煤氣佢真係好彩，香港業務發展飽和，內地仍大有市場。」
踏入80歲後，李兆基專注於慈善事業。
到2019年3月（即91歲），李兆基以2,496億元身家於香港富豪排名僅次於李嘉誠，世界富豪排名第29。同年5月28日他將交棒予兩位兒子李家傑及李家誠，留下了多個尖沙嘴重建計劃及穩如泰山的恒基兆業及香港中華煤氣（003）。

### 逝世
2025年3月17日黃昏，李兆基離世，享年97歲。香港社會各界人士紛紛致哀。
2025年4月27日，恆基兆業為李兆基於香港殯儀館設靈，翌日舉行團體公祭，並採用佛教儀式大殮。治喪委員會由首任香港特別行政區行政長官董建華及第四任行政長官梁振英出任榮譽主任，委員會主任則由時任行政長官李家超及香港中聯辦主任鄭雁雄出任，副主任包括時任政務司司長陳國基、財政司司長陳茂波、律政司司長林定國、香港中聯辦副主任尹宗華、香港立法會主席梁君彥及香港行政會議召集人葉劉淑儀，至於治喪委員會委員則包括64名香港政商及文教界領袖。李兆基遺體其後擇日在家鄉順德大良安葬。

## 家庭 / 住所
李兆基搬入白加道獨立屋之前居於中半山惠苑的三層復式連空中花園單位，實用面積共12,050平方英尺。
李兆基30歲時便與劉惠娟共諧連理，生了三名女兒，兩名兒子，即其接班人李家傑及李家誠。
惟與劉惠娟的婚姻只維持至1985年，離婚後李兆基沒再婚。港媒守候許久也未發現新女友。李兆基以妻子命名的惠苑，女主人最終則並沒搬進，李氏皇宮2018年取得入伙紙，家族直到2019年仍居住於惠苑，臥室擇住200呎書房簡樸。新建的山頂白加道獨立大屋，李兆基本人遲遲最後一人於2024年入伙。生前有醫護團隊陪同入住。有醫護中心藥房。2024年下半年，由無人機空拍到李兆基於大宅曬太陽的身影，疑似已經常入住靜養，並結束惠苑租屋生活。

## 社會公益
- 李兆基基金會：多於300億港元
- 李兆基捐助顺德政府建设順德李兆基中學
- 1978年春，李兆基和鄭裕彤合共捐款100萬元人民幣襄助家乡发展教育事业，扩建順德華僑中學教学大楼两座，科学楼一座，礼堂一座，建筑面积共一万多平方米[36]
- 2005年7月，李兆基基金會捐贈三千三百萬元予香港科技大學 [37]
- 2008年，李兆基基金會及私人就四川汶川地震捐贈5.6億港元 [38][39]
- 2009年，李兆基向北大、清华各捐赠2亿元人民币，2011年向清华增加捐款1亿元人民币。[40][41]
- 2013年，李兆基基金會捐贈1億港元予香港恒生大學
- 2014年，李氏提倡捐出地皮以協助香港青年人置業並於2015年提出具體方案 [42]

## 私人投資基金
- 兆基財經企業：約值1000億港元（高峰期：約2000億港元）

2008年10月30日，李氏以19.387港元的每股平均價，減持了3182萬股中國人壽H股，套現近6.17億元，減持後其好倉持股比例由早前的5.15%減至4.72%。這是他首次減持中國人壽的股票。同年11月4日，他則以平均價每股16港元購入120萬股東亞銀行股份。

## 其他職位
李兆基亦加入過其他公司的管理層，他曾經是新鸿基地产发展有限公司副主席，美丽华酒店企业有限公司、香港小轮（集团）有限公司以及东亚银行有限公司董事。

## 名下馬匹
李兆基為香港賽馬會會員，與好友鄭裕彤及明嘉福（包括他的遺孀明李祝玲）共同擁有多匹以鑽字命名的競賽馬，包括已退役的鑽之寶、黃鑽石、幸運鑽石、紅鑽石。

## 以他命名的事物

### 香港
- 順德聯誼總會李兆基中學
- 香港青年協會李兆基小學
- 香港青年協會李兆基書院
- 香港恒生大學李兆基綜合大樓
- 香港都會大學李兆基商業管理學院
- 香港兆基創意書院
- 香港科技大學李兆基圖書館
- 香港科技大學李兆基校園及李兆基商學大樓
- 香港中文大學李兆基樓（前稱西部綜合教學大樓）
- 香港理工大學李兆基樓
- 香港大學李兆基會議中心
- 香港大學李兆基堂
- 香港城市大學学生宿舍李兆基堂
- 香港城市大學李兆基学生宿舍村
- 培僑書院李兆基博士游泳池
- 嘉兆臺[45]
- 香港浸會大學李兆基傳理視藝樓
- 佛教善德英文中學兆基雨潤堂[46]
- 保良局李兆基青年綠洲

### 中國內地
- 佛山市順德區李兆基中學[47]
- 北京大学李兆基人文学苑
- 清华大学李兆基科技大楼

## 參见
- 李兆基家族

## 外部連結
- 李兆基生平故事 （页面存档备份，存于）
- 恆基兆業

| 商界職務     | 商界職務                                                         | 商界職務              |
| ------------ | ---------------------------------------------------------------- | --------------------- |
| 前任： 新任  | 恒基兆業地產有限公司董事局主席兼董事總經理 1976年－2019年5月28日 | 繼任： 李家誠、李家傑 |
| 前任： '     | 中華煤氣主席 1983年－2019年5月28日                               | 繼任： 李家誠、李家傑 |
| 紀錄         |                                                                  |                       |
| 上一紀錄： ' | 亞洲首富（福布斯） 1996年                                        | 下一紀錄： '          |